# Kauhajärvi
Kauhajärvi är en sjö i Pajala kommun i Norrbotten och ingår i Kalixälvens huvudavrinningsområde. Sjön har en area på 0,0809 kvadratkilometer och ligger 182,4 meter över havet.

## Delavrinningsområde
Kauhajärvi ingår i det delavrinningsområde (744327-181815) som SMHI kallar för Mynnar i Teurajoki. Medelhöjden är 223 meter över havet och ytan är 74,39 kvadratkilometer. Det finns inga avrinningsområden uppströms utan avrinningsområdet är högsta punkten. Ohtanajoki som avvattnar avrinningsområdet har biflödesordning 3, vilket innebär att vattnet flödar genom totalt 3 vattendrag innan det når havet efter 175 kilometer. Avrinningsområdet består mestadels av skog (68 procent) och sankmarker (27 procent). Avrinningsområdet har 0,24 kvadratkilometer vattenytor vilket ger det en sjöprocent på 0,3 procent.